# محمد باقر الخوانساري
محمد باقر بن زين العابدين الخوانساري (1226 هـ - 1313 هـ). هو رجل دين ومؤرخ وأديب شيعي من أهل خوانسار. وهو مجاز بالرواية عن والده، وعن محمد باقر الشفتي؛ فيروي عنه عن أبي القاسم القمي، وجعفر الجناجي، ومحسن الأعرجي.

## مؤلفاته
له عدد من المؤلفات والمصنفات باللغتين الفارسية والعربية، ومنها:
| - روضات الجنات في أحوال العلماء والسادات. موسوعة ضخمة في تراجم علماء الشيعة، وتقع في عدَّة مجلدات. وقد حكى الطهراني أنها في أربع مجلدات؛ غير أن الطبعات المتقدمة جاءت في أكثر من أربع مجلدات. - أحسن العطية في شرح الألفية. شرح على كتاب الألفية لزين الدين بن علي الجبعي العاملي، وقد ذكر الكتاب الطهراني في موضعين من الذريعة؛ في المجلد الأول، وفي المجلد الحادي عشر تحت عنوان رسالة أحسن العطية. - مكمل البقية من أحسن العطية. | - تسلية الأحزان في فقد الأحبة والأخوان. - تفصيل ضروريات الدين والمذهب. ذكره عمر كحالة في معجم المؤلفين. - أصول الفقه. أرجوزة، وقد ذكر الطهراني نقلاً عنه أنَّه خرج منه إلى مبحث التأسي. - أدب اللسان. بالفارسية. - قرة العين في أصول الدين. ذكر الطهراني اسم هذه الرسالة حينما جاء على ذكر ديوان الخوانساري، ونقل عنه جواد شبر في أدب الطف. - ديوان شعر. |

### كتب
- الأعلام. خير الدين الزركلي، طبع بيروت - لبنان، 1980، منشورات دار العلم للملايين.
- معجم المؤلفين. عمر كحالة، طبع بيروت - لبنان، تاريخ الطبع مفقود، منشورات إحياء التراث العربي.
- الذريعة إلى تصانيف الشيعة. آغا بزرگ الطهراني، طبع بيروت - لبنان، 1403 هـ / 1983 م، منشورات دار الأضواء.
- أعيان الشيعة. محسن الأمين، طبع بيروت - لبنان، تاريخ الطبع مفقود، منشورات دار التعارف.

### إشارات مرجعية
1. ↑  التونجي، محمد. "الخَوانْساَريّ (محمد باقر -)". الموسوعة العربية. مؤرشف من الأصل في 12 أغسطس 2014. اطلع عليه بتاريخ تشرين 2012. {{استشهاد ويب}}: تحقق من التاريخ في: |تاريخ الوصول= (مساعدة)
2. 1 2  
الزركلي، خير الدين. الأعلام - ج6. ص. 49. مؤرشف من الأصل في 2019-12-08.
3. 1 2 3  كحالة، عمر. معجم المؤلفين - ج9. ص. 87. مؤرشف من الأصل في 2019-12-13.
4. ↑  
الأمين، محسن. أعيان الشيعة - ج9. ص. 187. مؤرشف من الأصل في 2019-12-13.
5. ↑  الطهراني، آغا بزرگ. الذريعة إلى تصانيف الشيعة - ج11. ص. 280. مؤرشف من الأصل في 2019-12-17.
6. ↑  الطهراني، آغا بزرگ. الذريعة إلى تصانيف الشيعة - ج1. ص. 287. مؤرشف من الأصل في 2020-04-13.
7. ↑  الطهراني، آغا بزرگ. الذريعة إلى تصانيف الشيعة - ج11. ص. 35. مؤرشف من الأصل في 2019-12-17.
8. ↑  الطهراني، آغا بزرگ. الذريعة إلى تصانيف الشيعة - ج25. ص. 181. مؤرشف من الأصل في 2019-12-13.
9. ↑  الطهراني، آغا بزرگ. الذريعة إلى تصانيف الشيعة - ج1. ص. 485. مؤرشف من الأصل في 2019-12-17.
10. ↑  الطهراني، آغا بزرگ. الذريعة إلى تصانيف الشيعة - ج1. ص. 388. مؤرشف من الأصل في 2020-01-26.
11. 1 2  الطهراني، آغا بزرگ. الذريعة إلى تصانيف الشيعة - ج9. ص. 575. مؤرشف من الأصل في 2020-01-26.
12. ↑  شبر، جواد. أدب الطف - ج8. ص. 96. مؤرشف من الأصل في 2015-01-15.